# Ҹ
Ҹ, ҹ e буква от кирилицата. Обозначава звучната задвенечна преградно-проходна съгласна /ʤ/ ([дж]). До 1991 година буквата Ҹ е част от азербайджанската кирилска азбука. При преминаването на азербайджанския език от кирилица на латиница буквата Ҹ е заменена по турски образец с латинската буква C.
Знакът Ҹ произлиза от кирилската буква Ч. В други кирилски азбуки вместо Ҹ се използват или са се използвали диграфите ДЖ, ЧЖ, а така също и буквите Џ, Ӂ, Җ и Ҷ.

## Кодове
| Буква  | Уникод |
| ------ | ------ |
| Главна | 04B8   |
| Малка  | 04B9   |